# Az Újpest FC 2019–2020-as szezonja
Az Újpest FC a 2019–2020-as szezonban az NB1-ben indult, miután a 2018–2019-es NB1-es szezonban ötödik helyen zárta a bajnokságot.

## Változások a csapat keretében
A vastaggal jelzett játékosok felnőtt válogatottsággal rendelkeznek

### Érkezők
| Dátum               | Név               | Nemzet  | Poszt       | Kor | Honnan                | Szerződés megnevezése | Átigazolási időszak | Szerződés vége | Átigazolás összege | Forrás |
| 2019. június 11.    | Karol Mészáros    | szlovák | csatár      | 25  | Szombathelyi Haladás  | átigazolás            | 2019. évi nyári     | Nem publikus   | Nem publikus       | [ 2 ]  |
| 2019. június 28.    | Koszta Márk       | magyar  | csatár      | 22  | Mezőkövesd Zsóry FC   | átigazolás            | 2019. évi nyári     | Nem publikus   | csereszerződés     | [ 3 ]  |
| 2019. július 8.     | Aron Bjarnason    | Izlandi | csatár      | 23  | Breiðablik UBK        | átigazolás            | 2019. évi nyári     | Nem publikus   | Nem publikus       | [ 4 ]  |
| 2019. augusztus 27. | Fadgyas Tamás     | magyar  | kapus       | 23  | Nyíregyháza Spartacus | lejárt a szerződése   | 2019. évi nyári     | Nem publikus   | ingyen             | [ 5 ]  |
| 2019. augusztus 29. | Szakály Péter     | magyar  | középpályás | 33  | Puskás Akadémia FC    | lejárt a szerződése   | 2019. évi nyári     | Nem publikus   | ingyen             | [ 6 ]  |
| 2019. augusztus 29. | Feczesin Róbert   | magyar  | csatár      | 33  | Adanaspor             | lejárt a szerződése   | 2019. évi nyári     | Nem publikus   | ingyen             | [ 7 ]  |
| 2019. augusztus 30. | Jonathan Heris    | belga   | hátvéd      | 28  | Puskás Akadémia FC    | szerződést bontott    | 2019. évi nyári     | Nem publikus   | ingyen             | [ 8 ]  |
| 2019. szeptember 6. | Antonio Perošević | horvát  | csatár      | 27  | Puskás Akadémia FC    | lejárt a szerződése   | 2019. évi nyári     | Nem publikus   | ingyen             | [ 9 ]  |
| 2020. január 22.    | Bacsa Patrik      | magyar  | csatár      | 27  | Diósgyőri VTK         | átigazolás            | 2020. évi téli      | Nem publikus   | Nem publikus       | [ 10 ] |
| 2020. január 22.    | Andreias Calcan   | román   | középpályás | 25  | Viitorul Constanța    | átigazolás            | 2020. évi téli      | Nem publikus   | Nem publikus       | [ 11 ] |
| 2020. január 31.    | Jakub Sedláček    | szlovák | középpályás | 21  | FK Pohronie           | átigazolás            | 2020. évi téli      | Nem publikus   | Nem publikus       | [ 12 ] |
| 2020. február 7.    | Tomori Zoltán     | magyar  | kapus       | 20  | Budapest Honvéd FC    | átigazolás            | 2020. évi téli      | Nem publikus   | Nem publikus       | [ 13 ] |

### Kölcsönből visszatérők
| Dátum           | Név           | Nemzet | Poszt  | Kor | Honnan       | Átigazolási időszak | Szerződés vége | Forrás |
| --------------- | ------------- | ------ | ------ | --- | ------------ | ------------------- | -------------- | ------ |
| 2020. január 1. | Novothny Soma | magyar | csatár | 25  | Puszan IPark | 2020. évi téli      | Nem publikus   | [ 14 ] |

### Távozók
| Dátum               | Név                 | Nemzet            | Poszt       | Kor | Hova                           | Szerződés megnevezése | Átigazolási időszak | Szerződés vége | Átigazolás összege | Forrás |
| ------------------- | ------------------- | ----------------- | ----------- | --- | ------------------------------ | --------------------- | ------------------- | -------------- | ------------------ | ------ |
| 2019. június 17.    | Mijuško Bojović     | montenegrói       | hátvéd      | 30  | Şamaxı FK                      | lejárt a szerződése   | 2019. évi nyári     | Nem publikus   | ingyen             | [ 15 ] |
| 2019. június 17.    | Alassane Diallo     | mali              | középpályás | 24  | klub nélküli                   | lejárt a szerződése   | 2019. évi nyári     | –              | –                  | [ 15 ] |
| 2019. június 17.    | Giorgi Beridze      | grúz              | csatár      | 22  | KAA Gent                       | kölcsönből vissza     | 2019. évi nyári     | Nem publikus   | –                  | [ 15 ] |
| 2019. június 17.    | Lukács Dániel       | magyar            | csatár      | 23  | Budapest Honvéd FC             | kölcsönből vissza     | 2019. évi nyári     | Nem publikus   | –                  | [ 15 ] |
| 2019. június 28.    | Nagy Dániel         | magyar            | középpályás | 28  | Mezőkövesd Zsóry FC            | átigazolás            | 2019. évi nyári     | 2022           | csereszerződés     | [ 16 ] |
| 2019. július 3.     | Tischler Patrik     | magyar            | csatár      | 27  | Kisvárda FC                    | átigazolás            | 2019. évi nyári     | Nem publikus   | Nem publikus       | [ 17 ] |
| 2019. július 5.     | Theophilus Solomon  | nigériai          | csatár      | 23  | FK Partizani Tirana            | átigazolás            | 2019. évi nyári     | Nem publikus   | Nem publikus       | [ 18 ] |
| 2019. augusztus 15. | Lacina Traoré       | elefántcsontparti | csatár      | 29  | FC CFR 1907 Cluj               | átigazolás            | 2019. évi nyári     | 2020           | Nem publikus       | [ 19 ] |
| 2019. augusztus 29. | Gundel-Takács Bence | magyar            | kapus       | 21  | MOL Fehérvár FC                | átigazolás            | 2019. évi nyári     | Nem publikus   | Nem publikus       | [ 20 ] |
| 2020. január 6.     | Kovács Lóránt       | román             | középpályás | 26  | ACS Sepsi OSK Sepsiszentgyörgy | átigazolás            | 2020. évi téli      | 2022           | Nem publikus       | [ 21 ] |
| 2020. január 6.     | Fadgyas Tamás       | magyar            | kapus       | 24  | Nyíregyháza Spartacus          | szerződést bontott    | 2020. évi téli      | Nem publikus   | ingyen             | [ 21 ] |
| 2020. január 6.     | Karol Mészáros      | szlovák           | csatár      | 25  | SK Dynamo Ceske Budejovice     | szerződést bontott    | 2020. évi téli      | Nem publikus   | ingyen             | [ 21 ] |
| 2020. január 6.     | Bojan Sanković      | montenegrói       | középpályás | 26  | Jertisz Pavlodar FK            | szerződést bontott    | 2020. évi téli      | Nem publikus   | ingyen             | [ 22 ] |
| 2020. január 17.    | Feczesin Róbert     | magyar            | csatár      | 33  | Vasas SC                       | átigazolás            | 2020. évi téli      | 2023           | Nem publikus       | [ 23 ] |

### Profi szerződést kapott
| Dátum            | Név           | Nemzet | Poszt       | Kor | Átigazolási időszak | Szerződés vége | Forrás |
| ---------------- | ------------- | ------ | ----------- | --- | ------------------- | -------------- | ------ |
| 2019. június 18. | Máté Zsolt    | magyar | hátvéd      | 21  | 2019. évi nyári     | –              | [ 24 ] |
| 2019. október 8. | Csongvai Áron | magyar | középpályás | 18  | 2019. évi nyári     | –              | [ 25 ] |

## Játékoskeret
A vastaggal jelzett játékosok felnőtt válogatottsággal rendelkeznek.
A dőlttel jelzett játékosok kölcsönben szerepelnek a klubnál.
| Mezszám     | Név                 | Nemzet   | Posztok     | Szül. év (kor)                 |         |         |         |         |         |
| Kapusok     | Kapusok             | Kapusok  | Kapusok     | Kapusok                        | Kapusok | Kapusok | Kapusok | Kapusok | Kapusok |
| ----------- | ------------------- | -------- | ----------- | ------------------------------ | ------- | ------- | ------- | ------- | ------- |
| 1           | Filip Pajović       | szerb    | Kapus       | 1993. július 30. (31 éves)     |         |         |         |         |         |
| 23          | Banai Dávid         | magyar   | Kapus       | 1994. május 9. (30 éves)       |         |         |         |         |         |
| 34          | Tomori Zoltán       | magyar   | Kapus       | 1999. május 6. (25 éves)       |         |         |         |         |         |
| Védők       |                     |          |             |                                |         |         |         |         |         |
| 4           | Kire Risztevszki    | macedón  | védő        | 1990. október 22. (34 éves)    |         |         |         |         |         |
| 5           | Litauszki Róbert    | magyar   | védő        | 1990. május 15. (34 éves)      |         |         |         |         |         |
| 21          | Balázs Benjámin     | magyar   | védő        | 1990. április 26. (34 éves)    |         |         |         |         |         |
| 28          | Jonathan Heris      | belga    | védő        | 1990. szeptember 3. (34 éves)  |         |         |         |         |         |
| 49          | Branko Pauljević    | szerb    | védő        | 1989. június 12. (35 éves)     |         |         |         |         |         |
| 55          | Máté Zsolt          | magyar   | védő        | 1997. szeptember 14. (27 éves) |         |         |         |         |         |
| 68          | Dženan Bureković    | bosnyák  | védő        | 1995. május 29. (29 éves)      |         |         |         |         |         |
| középpályás |                     |          |             |                                |         |         |         |         |         |
| 6           | Obinna Nwobodo      | nigériai | középpályás | 1996. november 29. (28 éves)   |         |         |         |         |         |
| 7           | Simon Krisztián     | magyar   | középpályás | 1991. június 10. (33 éves)     |         |         |         |         |         |
| 14          | Csongvai Áron       | magyar   | középpályás | 2000. október 31. (24 éves)    |         |         |         |         |         |
| 15          | Moussa Corso Traoré | guineai  | középpályás | 1998. február 6. (27 éves)     |         |         |         |         |         |
| 17          | Szakály Péter       | magyar   | középpályás | 1986. augusztus 17. (38 éves)  |         |         |         |         |         |
| 22          | Jakub Sedláček      | szlovák  | középpályás | 1998. március 9. (27 éves)     |         |         |         |         |         |
| 24          | Rácz Barnabás       | magyar   | középpályás | 1996. április 26. (28 éves)    |         |         |         |         |         |
| 27          | Katona Mátyás       | magyar   | középpályás | 1999. december 30. (25 éves)   |         |         |         |         |         |
| 30          | Vincent Onovo       | nigériai | középpályás | 1995. december 10. (29 éves)   |         |         |         |         |         |
| csatárok    |                     |          |             |                                |         |         |         |         |         |
| 8           | Aron Bjarnason      | Izlandi  | csatár      | 1995. október 14. (29 éves)    |         |         |         |         |         |
| 9           | Bacsa Patrik        | magyar   | csatár      | 1992. június 3. (32 éves)      |         |         |         |         |         |
| 10          | Zsótér Donát        | magyar   | csatár      | 1996. január 6. (29 éves)      |         |         |         |         |         |
| 11          | Antonio Perošević   | horvát   | csatár      | 1992. március 6. (33 éves)     |         |         |         |         |         |
| 19          | Koszta Márk         | magyar   | csatár      | 1996. szeptember 26. (28 éves) |         |         |         |         |         |
| 20          | Andreias Calcan     | román    | csatár      | 1994. április 9. (30 éves)     |         |         |         |         |         |
| 86          | Novothny Soma       | magyar   | csatár      | 1994. június 16. (30 éves)     |         |         |         |         |         |

## Mezek
| Hazai | Vendég |

## OTP Bank Liga
| Hely. | Csapat          | M  | Gy | D  | V  | G+ | G– | Gk  | P  | Továbbjutás vagy kiesés          |
| ----- | --------------- | -- | -- | -- | -- | -- | -- | --- | -- | -------------------------------- |
| 1.    | Ferencváros (B) | 33 | 23 | 7  | 3  | 58 | 24 | +34 | 76 | Bajnokok Ligája, 1. selejtezőkör |
| 2.    | MOL Fehérvár    | 33 | 18 | 9  | 6  | 56 | 29 | +27 | 63 | Európa-liga, 1. selejtezőkör     |
| 3.    | Puskás Akadémia | 33 | 14 | 12 | 7  | 52 | 41 | +11 | 54 | Európa-liga, 1. selejtezőkör     |
| 4.    | Mezőkövesd      | 33 | 14 | 8  | 11 | 42 | 31 | +11 | 50 |                                  |
| 5.    | Honvéd (C)      | 33 | 12 | 8  | 13 | 36 | 44 | −8  | 44 | Európa-liga, 1. selejtezőkör     |
| 6.    | Újpest          | 33 | 12 | 7  | 14 | 45 | 45 | 0   | 43 |                                  |
| 7.    | Zalaegerszeg    | 33 | 11 | 10 | 12 | 51 | 44 | +7  | 43 |                                  |
| 8.    | Kisvárda        | 33 | 12 | 6  | 15 | 42 | 43 | −1  | 42 |                                  |
| 9.    | Diósgyőr        | 33 | 12 | 5  | 16 | 40 | 52 | −12 | 41 |                                  |
| 10.   | Paks            | 33 | 11 | 8  | 14 | 46 | 53 | −7  | 41 |                                  |
| 11.   | Debrecen (K)    | 33 | 11 | 6  | 16 | 48 | 57 | −9  | 39 | NB II                            |
| 12.   | Kaposvár (K)    | 33 | 4  | 2  | 27 | 27 | 80 | −53 | 14 | NB II                            |

### Eredmények
H: Hazai | I: Idegenbeli | S: Semleges
|             | Forduló              | Ellenfél                     | Helyszín | Eredmény    |                      | Forduló                      | Ellenfél | Helyszín    | Eredmény             |                           | Forduló | Ellenfél | Helyszín | Eredmény |  |
| ----------- | -------------------- | ---------------------------- | -------- | ----------- | -------------------- | ---------------------------- | -------- | ----------- | -------------------- | ------------------------- | ------- | -------- | -------- | -------- |  |
| 1. forduló  | Puskás Akadémia FC   | Illovszky Rudolf Stadion (H) | 1–3      | 12. forduló | Puskás Akadémia FC   | Pancho Aréna (I)             | 3–1      | 23. forduló | Puskás Akadémia FC   | ZTE Aréna (H)             | 2–3     |          |          |          |  |
| 2. forduló  | Diósgyőri VTK        | DVTK-Stadion (I)             | 2–1      | 13. forduló | Diósgyőri VTK        | Illovszky Rudolf Stadion (H) | 0–2      | 24. forduló | Diósgyőri VTK        | DVTK-stadion (I)          | 1–2     |          |          |          |  |
| 3. forduló  | Paksi FC             | Illovszky Rudolf Stadion (H) | 1–1      | 14. forduló | Paksi FC             | Fehérvár úti stadion (I)     | 4–2      | 25. forduló | Paksi FC             | ZTE Aréna (H)             | 1–1     |          |          |          |  |
| 4. forduló  | Kisvárda FC          | Várkerti Stadion (I)         | 0–2      | 15. forduló | Kisvárda FC          | Illovszky Rudolf Stadion (H) | 1–0      | 26. forduló | Kisvárda FC          | Várkerti Stadion (I)      | 0–1     |          |          |          |  |
| 5. forduló  | Budapest Honvéd FC   | Illovszky Rudolf Stadion (H) | 2–3      | 16. forduló | Budapest Honvéd FC   | Hidegkuti Nándor Stadion (I) | 0–0      | 27. forduló | Budapest Honvéd FC   | Szusza Ferenc Stadion (H) | 1–0     |          |          |          |  |
| 6. forduló  | Debreceni VSC        | Illovszky Rudolf Stadion (H) | 3–2      | 17. forduló | Debreceni VSC        | Nagyerdei stadion (I)        | 0–4      | 28. forduló | Debreceni VSC        | Szusza Ferenc Stadion (H) | 3–1     |          |          |          |  |
| 7. forduló  | MOL Fehérvár FC      | MOL Aréna Sóstó (I)          | 2–0      | 18. forduló | MOL Fehérvár FC      | Szusza Ferenc Stadion (H)    | 0–1      | 29. forduló | MOL Fehérvár FC      | MOL Aréna Sóstó (I)       | 2–2     |          |          |          |  |
| 8. forduló  | Mezőkövesd Zsóry FC  | Illovszky Rudolf Stadion (H) | 1–2      | 19. forduló | Mezőkövesd Zsóry FC  | Városi stadion (I)           | 2–2      | 30. forduló | Mezőkövesd Zsóry FC  | Szusza Ferenc Stadion (H) | 1–1     |          |          |          |  |
| 9. forduló  | Ferencvárosi TC      | Groupama Aréna (I)           | 0–1      | 20. forduló | Ferencvárosi TC      | Szusza Ferenc Stadion (H)    | 0–1      | 31. forduló | Ferencvárosi TC      | Groupama Aréna (I)        | 0–1     |          |          |          |  |
| 10. forduló | Zalaegerszegi TE     | Illovszky Rudolf Stadion (H) | 0–0      | 21. forduló | Zalaegerszegi TE     | ZTE Aréna (I)                | 1–2      | 32. forduló | Zalaegerszegi TE     | Szusza Ferenc Stadion (H) | 2–1     |          |          |          |  |
| 11. forduló | Kaposvári Rákóczi FC | Rákóczi Stadion (I)          | 3–2      | 22. forduló | Kaposvári Rákóczi FC | Rákóczi Stadion (I)          | 1–0      | 33. forduló | Kaposvári Rákóczi FC | Szusza Ferenc Stadion (H) | 5–0     |          |          |          |  |
|             |                      |                              |          |             |                      |                              |          |             |                      |                           |         |          |          |          |  |

### Mérkőzések

#### Őszi szezon

##### 1. forduló
| 2019. augusztus 3. 19:30 1. forduló |

| Újpest FC           | 1–3               | Puskás Akadémia FC                        |
| ------------------- | ----------------- | ----------------------------------------- |
| Balázs Benjámin 52' | (0–2) Jegyzőkönyv | Ezekiel Henty 13', 31' Josip Knežević 69' |

| Illovszky Rudolf Stadion, Budapest Nézőszám: 2707 Játékvezető: Vad II István |

- Újpest: Pajovics – Pauljevics, Risztevszki, Litauszki, Burekovics ( Balázs 31') – Sankovics, Onovo, Nwobodo – Zsótér ( Bjarnason 74'), Simon K. ( Mészáros K. 84'), Koszta Vezetőedző: Nebojsa Vignjevics
- Felcsút: Hegedűs – Szolnoki, Meissner, Hadzhiev, Nagy Zs. – Sós ( Kiss T. 84'), van Nieff ( Spandler 72'), Knezevics, Radics M. – Vanacsek, Henty ( Mebrahtu 62') Vezetőedző: Hornyák Zsolt

##### 2. forduló
| 2019. augusztus 10. 19:30 2. forduló |

| Diósgyőri VTK    | 1–2               | Újpest FC                           |
| ---------------- | ----------------- | ----------------------------------- |
| Tajti Mátyás 38' | (1–1) Jegyzőkönyv | Zsótér Donát 14' Obinna Nwobodo 48' |

| DVTK-stadion, Miskolc Nézőszám: 6518 Játékvezető: Farkas Ádám |

- Diósgyőr: Danilovics – Ternován, Brkovics, Karan ( Szabó B. 77'), Polgár K. – Tajti, Márkvárt, Shestakov, Adukor, Juhar ( Hasani 52') – Prosser Vezetőedző: Fernando
- Újpest: Pajovics – Balázs, Risztevszki, Litauszki, Pauljevics – Sankovics, Onovo – Zsótér ( Kovács L. 82'), Simon K. ( Bjarnason 90'), Rácz ( Mészáros K. 70'), Nwobodo Vezetőedző: Nebojsa Vignjevics

##### 3. forduló
| 2019. augusztus 17. 19:30 3. forduló |

| Újpest FC          | 1–1               | Paksi FC            |
| ------------------ | ----------------- | ------------------- |
| Bojan Sanković 69' | (0–0) Jegyzőkönyv | Könyves Norbert 57' |

| Illovszky Rudolf Stadion, Budapest Nézőszám: 2349 Játékvezető: Solymosi Péter |

- Újpest: Pajovics – Balázs ( Bjarnason 78'), Risztevszki, Litauszki ( Burekovics 39'), Pauljevic – Sankovics, Rácz ( Kovács L. 62'), Onovo – Zsótér, Simon K., Nwobodo Vezetőedző: Nebojsa Vignjevics
- Paks: Holczer – Osváth, Lenzsér, Fejes, Szabó – Balogh, Hahn ( Windecker 83'), Papp – Bartha ( Kővári 75'), Remili ( Könyves 56'), Böde Vezetőedző: Tomislav Sivics

##### 4. forduló
| 2019. augusztus 24. 18:00 4. forduló |

| Kisvárda FC              | 2–0               | Újpest FC |
| ------------------------ | ----------------- | --------- |
| Gheorghe Grozav 23', 74' | (1–0) Jegyzőkönyv |           |

| Várkerti Stadion, Kisvárda Nézőszám: 2451 Játékvezető: Erdős József |

- Kisvárda: Felipe – Melnyik, Berios, Ene, Protics – Karasiuk, Tsoukalas, Lucas – Secso ( Gosztonyi 12', Hei 88.'), Kovácstéri ( Tischler 67'), Grozav Vezetőedző: Miriuta László
- Újpest: Pajovics – Pauljevics ( Rácz B. 81'), Onovo, Risztevszki, Burekovics – Sankovics, Zsótér, Kovács L. ( Bjarnason 81') – Simon K. ( Mészáros K. 59'), Nwobodo, Balázs Vezetőedző: Nebojsa Vignjevics

##### 5. forduló
| 2019. augusztus 31. 19:30 5. forduló |

| Újpest FC                                 | 2–3               | Budapest Honvéd FC                                 |
| ----------------------------------------- | ----------------- | -------------------------------------------------- |
| Feczesin Róbert 4' Davide Lanzafame 90+1' | (1–3) Jegyzőkönyv | Eke Uzoma 10' Amadou Moutari 27' Gazdag Dániel 31' |

| Illovszky Rudolf Stadion, Budapest Nézőszám: 3752 Játékvezető: Iványi Zoltán |

- Újpest: Pajovics – Balázs, Máté ( Szakály 67'), Ristevski, Burekovics – Sankovics, Onovo, Nwobodo, Zsótér ( Koszta 58'), Bjarnason ( Simon K. 46') – Feczesin Vezetőedző: Nebojsa Vignjevics
- Honvéd: Tujvel – Ikenne-King ( Kukocs 37'), Niba ( Lovrics 71'), Kamber, Batik, Uzoma – Kesztyűs, Nagy G., Gazdag ( Ben-Hatira 66') – Lanzafame, Moutari Vezetőedző: Giuseppe Sannino

##### 6. forduló
| 2019. szeptember 14. 17:00 6. forduló |

| Újpest FC                                              | 3–2               | Debreceni VSC                      |
| ------------------------------------------------------ | ----------------- | ---------------------------------- |
| Koszta Márk 75' Feczesin Róbert 87', 90+4 ' (11-esből) | (0–1) Jegyzőkönyv | Haruna Garba 22' Tunde Adeniji 85' |

| Illovszky Rudolf Stadion, Budapest Nézőszám: 2548 Játékvezető: Erdős József |

- Újpest: Banai – Pauljevics, Heris, Risztevszki, Burekovics – Sankovics, Onovo ( Koszta 70'), Rácz ( Perosevics 59') – Simon K. ( Bjarnason 59'), Nwobodo, Feczesin Vezetőedző: Nebojsa Vignjevics
- Debrecen: Nagy S. – Ferenczi, Szatmári, Pávkovics, Kusnyír – Trujics ( Csősz 70'), Haris, Tőzsér, Varga – Szécsi ( Kinyik 90+1'), Garba ( Adeniji 61') Vezetőedző: Herczeg András

##### 7. forduló
| 2019. szeptember 28. 19:30 7. forduló |

| MOL Fehérvár FC | 0–2               | Újpest FC                               |
| --------------- | ----------------- | --------------------------------------- |
|                 | (0–0) Jegyzőkönyv | Vincent Onovo 81' Feczesin Róbert 90+2' |

| MOL Aréna Sóstó, Székesfehérvár Nézőszám: 5267 Játékvezető: Pintér Csaba |

- Fehérvár: Kovácsik – Nego, Juhász, Musliu, Stopira – Kovács I. ( Hadzics 84'), Nikolov, Huszti ( Pantics 70'), Petryak – Futács ( Pátkai 57'), Hodzic Vezetőedző: Marko Nikolics
- Újpest: Banai – Balázs, Heris, Risztevszki, Burekovics – Nwobodo, Sankovic, Onovo ( Szakály 90+2') – Simon K., Pauljevics ( Zsótér 77'), Feczesin Vezetőedző: Nebojsa Vignjevics

##### 8. forduló
| 2019. október 5. 14:30 8. forduló |

| Újpest FC         | 1–2               | Mezőkövesd Zsóry FC               |
| ----------------- | ----------------- | --------------------------------- |
| Koszta Márk 93+3' | (0–1) Jegyzőkönyv | Berecz Zsombor 43' Silye Erik 89' |

| Illovszky Rudolf Stadion, Budapest Nézőszám: 2248 Játékvezető: Berke Balázs |

- Újpest: Banai – Pauljevics, Heris, Risztevszki, Balázs – Sankovics, Nwobodo, Onovo ( Zsótér 60') – Simon K. ( Szakály 76'), Bjarnason ( Koszta 57'), Feczesin Vezetőedző: Nebojsa Vignjevics
- Mezőkövesd: Szappanos – Eperjesi, Nesterov, Katanec, Vadnai – Molnár, Berecz, Karnitski, Cseri ( Pekár 68') – Nagy D. ( Vajda S. 76'), Zivzivadze ( Silye 84') Vezetőedző: Kuttor Attila

##### 9. forduló
| 2019. október 19. 19:30 8. forduló |

| Ferencvárosi TC | 1–0               | Újpest FC |
| --------------- | ----------------- | --------- |
| Franck Boli 23' | (1–0) Jegyzőkönyv |           |

| Groupama Aréna, Budapest Nézőszám: 18759 Játékvezető: Bognár Tamás |

- Ferencváros: Dibusz – Lovrencsics, Blazics, Botka, Csivics – Kharatin, Sigér, Isael ( Skvarka 61') , Tokmac ( Ihnatenko 70'), Zubkov – Boli ( Singevich 89')  Vezetőedző: Szerhij Rebrov
- Újpest: Banai – Pauljevics, Heris, Ristevski, Balázs – Sankovic ( Szakály 75') , Onovo, Zsótér ( Bjarnason 75')  – Nwobodo, Simon K. ( Koszta 83'), Feczesin Vezetőedző: Nebojsa Vignjevics

##### 10. forduló
| 2019. október 26. 17:00 9. forduló |

| Újpest FC | 0–0               | Zalaegerszegi TE FC |
| --------- | ----------------- | ------------------- |
|           | (0–0) Jegyzőkönyv |                     |

| Illovszky Rudolf Stadion, Budapest Nézőszám: 2619 Játékvezető: Karakó Ferenc |

- Újpest: Banai – Pauljevics, Heris, Risztevszki, Balázs ( Burekovics 46') – Onovo, Sankovics, Zsótér – Nwobodo ( Koszta 80'), Simon K. ( Bjarnason 61'), Nwobodo Vezetőedző: Nebojsa Vignjevics
- Zalaegerszeg: Demjén – Kocsis, Lesjak, Bobál, Tamás – Mitrovics, Stieber ( Devecseri 87'), Bedi – Radó, Babati ( Hudák 78'), Ikoba ( Bobál 71') Vezetőedző: Dobos Barnabás

##### 11. forduló
| 2019. november 2. 17:00 11. forduló |

| Kaposvári Rákóczi FC            | 2–3               | Újpest FC                                               |
| ------------------------------- | ----------------- | ------------------------------------------------------- |
| Balázs Zsolt 5' Ádám Martin 52' | (1–2) Jegyzőkönyv | Zsótér Donát 27' Simon Krisztián 44' Obinna Nwobodo 49' |

| Rákóczi Stadion, Kaposvár Nézőszám: 2072 Játékvezető: Pillók Ádám |

- Kaposvár: Slakta – Nagy J.  ( Vachtler 69'), Szabó, Nagy T., Fodor – Szakály A., Beliczky, Yakymiv ( Nagy K. 53') – Nagy R.  ( Poplatnik 66'), Balázs Zs., Ádám Vezetőedző: Waltner Róbert
- Újpest: Banai – Pauljevics, Heris, Risztevszki, Burekovics – Sankovics, Zsótér  ( Balázs B. 84'), Onovo – Nwobodo ( Szakály P. 90'), Simon K.  ( Bjarnason 78'), Feczesin Vezetőedző: Nebojsa Vignjevics

##### 12. forduló
| 2019. november 9. 17:00 12. forduló |

| Puskás Akadémia FC | 1–3               | Újpest FC                                  |
| ------------------ | ----------------- | ------------------------------------------ |
| Ezekiel Henty 34'  | (1–2) Jegyzőkönyv | Vincent Onovo 31' Feczesin Róbert 45', 81' |

| Pancho Aréna, Felcsút Nézőszám: 1725 Játékvezető: Bogár Gergő |

- Felcsút: Hegedűs – Szolnoki, Meissner ( Tamás N. 68'), Hadzhiev, Nagy – Varga ( Radics 9'), Sós ( Gyurcsó 53'), Van Nieff, Knezevic, Henty – Vanecek Vezetőedző: Hornyák Zsolt
- Újpest: Banai – Pauljevics, Heris, Risztevszki, Burekovics – Sankovics, Zsótér  ( Szakály 89'), Onovo – Nwobodo, Simon K.  ( Balázs 90+1'), Feczesin ( Koszta 90+3') Vezetőedző: Nebojsa Vignjevics

##### 13. forduló
| 2019. október 23. 19:30 13. forduló |

| Újpest FC | 0–2               | Diósgyőri VTK                          |
| --------- | ----------------- | -------------------------------------- |
|           | (0–2) Jegyzőkönyv | Márkvárt Dávid 23' Haris Tabaković 32' |

| Illovszky Rudolf Stadion, Budapest Nézőszám: 2496 Játékvezető: Andó-Szabó Sándor |

- Újpest: Banai – Pauljevics, Heris, Litauszki, Burekovics – Sankovics, Zsótér  ( Bjarnason 63'), Onovo ( Szakály 63') – Nwobodo, Simon K.  ( Koszta 46'), Feczesin Vezetőedző: Nebojsa Vignjevics
- Diósgyőr: Danilovic – Shestakov, Polgár, Tamás M., Vági – Márkvárt, Rui Pedro  ( Korbély 82'), Iszali – Hasani, Prosser  ( Bacsa 90'), Tabakovics Vezetőedző: Feczkó Tamás

##### 14. forduló
| 2019. november 30. 17:00 14. forduló |

| Paksi FC                     | 2–4               | Újpest FC                                                      |
| ---------------------------- | ----------------- | -------------------------------------------------------------- |
| Hahn János 62' Bor Dávid 85' | (0–1) Jegyzőkönyv | Feczesin Róbert 21', 51' Zsótér Donát 61' Branko Pauljević 77' |

| Fehérvári úti stadion, Paks Nézőszám: 1315 Játékvezető: Karakó Ferenc |

- Paks: Rácz – Kulcsár, Lenzsér, Fejes, Szabó J. – Windecker, Simon Á. ( Kecskés 71'), Balogh ( Hahn 46') – Remili ( Bor 78'), Könyves, Böde Vezetőedző: Osztermájer Gábor
- Újpest: Banai – Pauljevics, Heris, Risztevszki, Burekovics – Sankovics, Zsótér, Onovo ( Szakály 86') – Nwobodo, Bjarnason ( Simon K. 61'), Feczesin ( Koszta 90+3') Vezetőedző: Nebojsa Vignjevics

##### 15. forduló
| 2019. december 7. 17:00 15. forduló |

| Újpest FC                         | 1–0               | Kisvárda FC |
| --------------------------------- | ----------------- | ----------- |
| Anton Szerhijovics Kravcsenko 34' | (1–0) Jegyzőkönyv |             |

| Illovszky Rudolf Stadion, Budapest Nézőszám: 1446 Játékvezető: Bognár Tamás |

- Újpest: Banai – Pauljevics, Heris, Risztevszki, Burekovics – Sankovics, Zsótér ( Szakály 90+1'), Onovo – Nwobodo, Bjarnason ( Simon K. 64'), Feczesin Vezetőedző: Nebojsa Vignjevics
- Kisvárda: Zöldesi – Gosztonyi, Kravcsenko, Rubus, Protics ( Kovácsréti 89') – Lucas, Tsoukalas, Karasiuk – Seco ( Bumba 57'), Sassá ( Tischler 64'), Grozav Vezetőedző: Kocsis János

##### 16. forduló
| 2019. december 14. 19:30 16. forduló |

| Budapest Honvéd FC | 0–0               | Újpest FC |
| ------------------ | ----------------- | --------- |
|                    | (0–0) Jegyzőkönyv |           |

| Hidegkuti Nándor Stadion, Budapest Nézőszám: 2937 Játékvezető: Solymosi Péter |

- Honvéd: Tujvel – Uzoma, Batik, Kamber, Lovrics, Kesztyűs – Aliji, Vadócz ( Banó-Szabó 68'), Nagy – Lanzafame, Moutari ( Kukocs 85') Vezetőedző: Giuseppe Sannino
- Újpest: Banai – Pauljevics, Heris, Risztevszki, Burekovics – Sankovics, Zsótér, Onovo – Nwobodo, Bjarnason ( Simon K. 46'), Feczesin Vezetőedző: Nebojsa Vignjevics

##### 17. forduló
| 2020. január 25. 19:00 17. forduló |

| Debreceni VSC                                                  | 4–0               | Újpest FC        |
| -------------------------------------------------------------- | ----------------- | ---------------- |
| Szécsi Márk 49' 53' Bódi Ádám 68' (11-esből) Tunde Adeniji 73' | (0–0) Jegyzőkönyv | Bacsa Patrik 67′ |

| Nagyerdei stadion, Debrecen Nézőszám: 2120 Játékvezető: Farkas Ádám |

- Debrecen: Kosicky – Bényei, Kinyik, Pávkovics, Ferenczi – Kusnyír ( Baráth 82'), Szécsi, Haris ( Csősz 84') – Bódi, Varga ( Kundrák 74'), Adeniji Vezetőedző: Vitelki Zoltán
- Újpest: Banai – Pauljevics, Heris, Risztevszki, Burekovics – Szakály ( Bacsa 62'), Zsótér, Onovo ( Csongvai 62') – Nwobodo, Simon K. ( Bjarnason 62'), Novothny Vezetőedző: Nebojsa Vignjevics

#### Tavaszi szezon

##### 18. forduló
| 2020. február 1. 19:30 18. forduló |

| Újpest FC | 0–1               | MOL Fehérvár FC              |
| --------- | ----------------- | ---------------------------- |
|           | (0–0) Jegyzőkönyv | Ivan Jevhenovics Petrjak 84' |

| Szusza Ferenc Stadion, Budapest Nézőszám: 1125 Játékvezető: Pintér Csaba |

- Újpest: Banai – Pauljevics, Heris, Risztevszki, Burekovics – Nwobodo, Onovo ( Koszta 89'), Zsótér – Simon K. ( Perosevics 77'), Calcan ( Bjarnason 57'), Novothny Vezetőedző: Nebojsa Vignjevics
- Fehérvár: Kovácsik – Fiola, Juhász, Musliu, Stopira – Elek ( Funsho 84'), Kovács, Pátkai – Houri, Milanov ( Petrjak 62'), Futács ( Hodzics 72') Vezetőedző: Joan Carrillo

##### 19. forduló
| 2020. február 4. 20:00 18. forduló |

| Mezőkövesd Zsóry FC                 | 2–2               | Újpest FC                            |
| ----------------------------------- | ----------------- | ------------------------------------ |
| Marin Jurina 53' Dino Beširović 88' | (0–1) Jegyzőkönyv | Berecz Zsombor 14' Novothny Soma 57' |

| Városi stadion, Mezőkövesd Nézőszám: 1582 Játékvezető: Pillók Ádám |

- Mezőkövesd: Szappanos – Farkas, Nesterov, Katanec, Vadnai – Cseri, Karnitski, Berecz, Besirovic – Nagy ( Jurina 46'), Zivzivadze Vezetőedző: Kuttor Attila
- Újpest: Banai – Balázs, Heris, Litauszki, Burekovics – Csongvai, Onovo, Simon ( Perosevics 82'), Calcan ( Zsótér 61'), Pauljevics ( Bacsa 90+2') – Novothny Vezetőedző: Nebojsa Vignjevics

##### 21. forduló
| 2020. február 15. 17:00 21. forduló |

| Zalaegerszegi TE FC  | 2–1               | Újpest FC           |
| -------------------- | ----------------- | ------------------- |
| Radó András 28', 72' | (1–1) Jegyzőkönyv | Andreias Calcan 17' |

| ZTE Aréna, Zalaegerszeg Nézőszám: 3089 Játékvezető: Iványi Zoltán |

- Zalaegerszeg: Demjén – Bolla, Szépe, Lesjak, Bedi – Katelaris, Stieber ( Katanec 67'), Mitrovics – Radó, Bőle, Ikoba ( Barczi 82') Vezetőedző: Márton Gábor
- Újpest: Banai – Balázs, Heris, Risztevszki, Litauszki – Nwobodo, Onovo, Rácz ( Bacsa 79') – Pauljevics, Calcan ( Csongvai 58'), Perosevics ( Novothny 63') Vezetőedző: Nebojsa Vignjevics

##### 22. forduló
| 2020. február 22. 17:00 22. forduló |

| Kaposvári Rákóczi FC | 0–1               | Újpest FC                   |
| -------------------- | ----------------- | --------------------------- |
|                      | (0–1) Jegyzőkönyv | Novothny Soma 6' (11-esből) |

| Rákóczi Stadion, Kaposvár Nézőszám: 1093 Játékvezető: Erdős József |

- Kaposvár: Pogacsics – Vachtler, Hegedűs ( Nagy T. 61'), Tarasovs, Fodor – Nagy J., Nagy K. ( Pintér 46'), Yakymiv ( Szakály A. 55') – Borbély, Csiki, Ádám Vezetőedző: Waltner Róbert
- Újpest: Pajovics – Pauljevics, Litauszki, Risztevszki, Burekovics – Csongvai, Calcan ( Bacsa 66'), Onovo – Nwobodo, Perosevics ( Szakály P. 56'), Novothny Vezetőedző: Nebojsa Vignjevics

##### 23. forduló
| 2020. február 29. 17:00 23. forduló |

| Újpest FC                               | 2–3               | Puskás Akadémia FC                                      |
| --------------------------------------- | ----------------- | ------------------------------------------------------- |
| Andreias Calcan 27' Novothny Soma 90+1' | (1–2) Jegyzőkönyv | David Vaněček 3' Josip Knežević 42' Yoell van Nieff 87' |

| ZTE Aréna, Zalaegerszeg Nézőszám: 182 Játékvezető: Solymosi Péter |

- Újpest: Pajovics – Heris, Litauszki, Risztevszki, Burekovics – Csongvai ( Szakály 66'), Calcan ( Bacsa 66'), Onovo – Nwobodo, Perosevics ( Koszta 74'), Novothny Vezetőedző: Nebojsa Vignjevics
- Felcsút: Hegedűs – Szolnoki ( Varga 58'), Meissner, Spandler, Nagy – Urblík, Knezevics, Plsek ( van Nieff 74') – Slagveer, Gyurcsó ( Sós 46'), Vanecek Vezetőedző: Hornyák Zsolt

##### 24. forduló
| 2020. március 7. 17:00 24. forduló |

| Diósgyőri VTK                                  | 2–1               | Újpest FC                               |
| ---------------------------------------------- | ----------------- | --------------------------------------- |
| Mirko Ivanovski 7' Rui Pedro Couto Ramalho 59' | (1–0) Jegyzőkönyv | Balázs Benjámin 88′ Novothny Soma 90+2' |

| DVTK-stadion, Miskolc Nézőszám: 8376 Játékvezető: Erdős József |

- Diósgyőr: Danilovics – Shestakov, Polgár, Brkovics, Vági – Iszlai, Rui Pedro ( Molnár G. 71'), Márkvárt ( Adukor 84') – Kiss T., Hasani, Ivanovski ( Tabakovics 50') Vezetőedző: Feczkó Tamás
- Újpest: Pajovics – Balázs, Litauszki, Risztevszki, Burekovics ( Heris 41') – Csongvai, Calcan ( Simon K. 66'), Onovo – Nwobodo, Perosevics ( Koszta 66'), Novothny Vezetőedző: Nebojsa Vignjevics

##### 25. forduló
| 2020. március 14. 17:00 23. forduló |

| Újpest FC            | 1–1               | Paksi FC              |
| -------------------- | ----------------- | --------------------- |
| Litauszki Róbert 57' | (1–0) Jegyzőkönyv | Könyves Norbert 90+4' |

| ZTE Aréna, Zalaegerszeg Nézőszám: zártkapus Játékvezető: Pillók Ádám |

- Újpest: Pajovics – Heris, Litauszki ( Szakály P. 82'), Risztevszki – Nwobodo, Rácz, Sledlácsek, Onovo, Bacsa ( Zsótér 73') – Novothny, Koszta ( Csongvai 90') Vezetőedző: Nebojsa Vignjevics
- Paks: Rácz – Osváth, Poór, Szélpál ( Lenzsér 46'), Szabó – Szakály D. ( Bertus 69'), Windecker, Balogh – Böde, Könyves, Kecskés ( Hahn 65') Vezetőedző: Osztermájer Gábor

##### 20. forduló (pótlás)
| 2020. május 27. 20:00 20. forduló |

| Újpest FC | 0–1               | Ferencvárosi TC |
| --------- | ----------------- | --------------- |
|           | (0–1) Jegyzőkönyv | Franck Boli 7'  |

| Szusza Ferenc Stadion, Budapest Nézőszám: zártkapus Játékvezető: Berke Balázs |

- Újpest: Pajovics – Balázs, Heris, Risztevszki, Burekovics – Nwobodo, Rácz ( Zsótér 64'), Onovo ( Koszta 85') – Simon K. ( Perosevics 79'), Pauljevics ( Calcan 64'), Novothny Vezetőedző: Nebojsa Vignjevics
- Ferencváros: Dibusz – Lovrencsics, Blazics, Botka, Csivics – Kharatin, Sigér ( Vécsei 89'), Zubkov ( Skvarka 83'), Isael, Tokmac ( Somália 68') – Boli ( Signevich 84') Vezetőedző: Szerhij Rebrov

##### 26. forduló
| 2020. május 30. 16:55 26. forduló |

| Kisvárda FC       | 1–0               | Újpest FC           |
| ----------------- | ----------------- | ------------------- |
| Claudiu Bumba 63' | (0–0) Jegyzőkönyv | Andreias Calcan 55′ |

| Várkerti Stadion, Kisvárda Nézőszám: 820 Játékvezető: Bognár Tamás |

- Kisvárda: Dombó – Melnyik, Ene, Rubus, Protics – Gosztonyi ( Sassá 63'), Lucas, Karasiuk – Tsoukalas ( Tischler 63'), Bumba ( Obradovics 90+6'), Viana ( Simovics 82') Vezetőedző: Bódog Tamás
- Újpest: Banai – Pauljevics, Heris, Risztevszki, Balázs – Nwobodo, Sledlácsek ( Perosevics 83'), Onovo – Simon K. ( Bacsa 80'), Rácz ( Calcan 46'), Novothny Vezetőedző: Nebojsa Vignjevics

##### 27. forduló
| 2020. június 6. 21:05 27. forduló |

| Újpest FC           | 1–0               | Budapest Honvéd FC |
| ------------------- | ----------------- | ------------------ |
| Novothny Soma 45+1' | (1–0) Jegyzőkönyv |                    |

| Szusza Ferenc Stadion, Budapest Nézőszám: 1900 Játékvezető: Pillók Ádám |

- Újpest: Banai – Pauljevics, Heris, Risztevszki, Burekovics – Nwobodo, Szakály, Perosevics ( Balázs 64'), Simon K. ( Csongvai 64', Koszta 90+3') –  Zsótér ( Bacsa 75'), Novothny Vezetőedző: Predrag Rogan
- Honvéd: Lefkovits – Mezghrani, Batik, Lovrics, Uzoma ( Aliji 86'), – Kesztyűs, Gazdag ( Cipf 86'),, Szendrei ( Nagy G. 86'),, Hidi ( Tóth P. 75'), – Ugrai ( Lanzafame 56'),, Moutari Vezetőedző: Pisont István

##### 28. forduló
| 2020. június 9. 19:00 28. forduló |

| Újpest FC                                    | 3–1               | Debreceni VSC                 |
| -------------------------------------------- | ----------------- | ----------------------------- |
| Kire Risztevszki 9' Simon Krisztián 48', 62' | (1–0) Jegyzőkönyv | Jonathan Heris 59' (11-esből) |

| Szusza Ferenc Stadion, Budapest Nézőszám: 2500 Játékvezető: Berke Balázs |

- Újpest: Banai – Pauljevics, Heris, Risztevszki, Burekovics – Simon K. ( Bacsa 78'), Szakály ( Onovo 67'), Perosevics ( Rácz 87'), Nwobodo  –  Zsótér ( Balázs 67'), Novothny Vezetőedző: Predrag Rogan
- Debrecen: Nagy S. – Bényei ( Habovda 64'), Kinyik, Pávkovics, Ferenczi – Bódi, Csősz ( Kusnyír 29'), Tőzsér, Varga ( Trujics 79') – Garba, Szécsi ( Adeniji 46') Vezetőedző: Kondás Elemér

##### 29. forduló
| 2020. június 14. 21:05 29. forduló |

| MOL Fehérvár FC                           | 2–2               | Újpest FC                             |
| ----------------------------------------- | ----------------- | ------------------------------------- |
| Kire Risztevszki 63' Nikolics Nemanja 72' | (1–0) Jegyzőkönyv | Obinna Nwobodo 64' Jonathan Heris 81' |

| MOL Aréna Sóstó, Székesfehérvár Nézőszám: 1479 Játékvezető: Solymosi Péter |

- Fehérvár: Kovácsik – Fiola ( Kovács I. 87'), Rus, Stopira, Hangya – Elek ( Nikolics 69'), Pátkai, Nego, Houri, Petryak ( Funsho 69') – Hodzics ( Nikolov 76') Vezetőedző: Joan Carillo
- Újpest: Banai – Pauljevics, Heris, Risztevszki, Burekovics – Simon K. ( Bacsa 69'), Szakály ( Onovo 48'), Perosevics ( Zsótér 69'), Nwobodo  –  Balázs ( Csongvai  90+3'), Novothny Vezetőedző: Predrag Rogan

##### 30. forduló
| 2020. június 17. 21:05 30. forduló |

| Újpest FC         | 1–1               | Mezőkövesd Zsóry FC |
| ----------------- | ----------------- | ------------------- |
| Koszta Márk 90+5' | (0–0) Jegyzőkönyv | Pekár László 66'    |

| Szusza Ferenc Stadion, Budapest Nézőszám: 2300 Játékvezető: Pintér Csaba |

- Újpest: Banai – Balázs, Heris, Risztevszki, Burekovics – Simon K. ( Calcan 72'), Onovo ( Szakály 86'), Bacsa ( Perosevics 58'), Nwobodo  –  Zsótér ( Koszta 72'), Novothny Vezetőedző: Predrag Rogan
- Mezőkövesd: Szappanos – Farkas, Pillár, Nesterov, Silye – Besirovics ( Vajda 72'), Berecz, Karnitski, Cseri ( Pekár 39') – Zivzivadze ( Jurina 89'), Nagy D. ( Eperjesi 89') Vezetőedző: Kuttor Attila

##### 31. forduló
| 2020. június 20. 21:05 31. forduló |

| Ferencvárosi TC | 1–0               | Újpest FC |
| --------------- | ----------------- | --------- |
| Franck Boli 53' | (0–0) Jegyzőkönyv |           |

| Groupama Aréna, Budapest Nézőszám: 15727 Játékvezető: Bogár Gergő |

- Ferencváros: Dibusz – Lovrencsics ( Frimpong 26'), Blazics, Botka, Csivics – Kharatin, Isael ( Skvarka 61'), Sigér ( Vécsei 61') – Zubkov, Tokmac ( Csonka 82'), Boli ( Signevich 82') Vezetőedző: Szerhij Rebrov
- Újpest: Banai – Pauljevics ( Balázs 46'), Heris, Risztevszki, Burekovics – Simon K. ( Bacsa 61'), Szakály ( Onovo 61'), Perosevics ( Koszta 61'), Nwobodo  –  Zsótér ( Katona 83'), Novothny Vezetőedző: Predrag Rogan

##### 32. forduló
| 2020. június 23. 21:05 32. forduló |

| Újpest FC                                  | 2–1               | Zalaegerszegi TE FC |
| ------------------------------------------ | ----------------- | ------------------- |
| Simon Krisztián 37' Kire Risztevszki 90+4' | (1–0) Jegyzőkönyv | Eric McWoods 37'    |

| Szusza Ferenc Stadion, Budapest Nézőszám: 2636 Játékvezető: Vad II István |

- Újpest: Banai – Balázs, Heris, Risztevszki, Burekovics – Simon K. ( Szakály 77'), Onovo, Perosevics ( Bacsa 63'), Nwobodo  –  Zsótér ( Koszta 63'), Novothny Vezetőedző: Predrag Rogan
- Zalaegerszeg: Demjén – Kocsis, Szépe, Bobál D., Tamás – Mitrovics ( Ikoba 72'), Barczi, Bedi – Babati ( McWoods 79'), Radó, Bobál G. ( Katelaris 60') Vezetőedző: Márton Gábor

##### 33. forduló
| 2020. június 27. 17:30 33. forduló |

| Újpest FC                                                                    | 5–0               | Kaposvári Rákóczi FC |
| ---------------------------------------------------------------------------- | ----------------- | -------------------- |
| Simon Krisztián 12' Novothny Soma 45' Bacsa Patrik 45+1', 49' Máté Zsolt 57' | (3–0) Jegyzőkönyv |                      |

| Szusza Ferenc Stadion, Budapest Nézőszám: 3004 Játékvezető: Csonka Bence |

- Újpest: Banai –  Balázs, Máté, Risztevszki, Burekovics – Simon K. ( Szakály 77'), Onovo, Perosevics ( Bacsa 63'), Nwobodo  –  Zsótér ( Koszta 63'), Novothny Vezetőedző: Predrag Rogan
- Kaposvár: Pogacsics ( Bonnyai 70') – Nagy J., Ur, Szabó, Hadaró ( Vachtler 46') – Szakály A., Palics ( Csiki 53'), Trebotics – Bévárdi ( Pintér 46'), Balázs Zs. ( Nagy R. 46'), Ádám Vezetőedző: Waltner Róbert

## Magyar Kupa

##### 6. forduló
| 2019. szeptember 21. 15:00 6. forduló |

| FC Hatvan | 2–0               | Újpest FC                            |
| --------- | ----------------- | ------------------------------------ |
|           | (1–0) Jegyzőkönyv | Vincent Onovo 29' Obinna Nwobodo 55' |

| Népkerti Stadion, Hatvan Játékvezető: Móri Tamás |

- Hatvan: Tajti – Vitálij, Bárkányi, Katona R., Gál – Mundi, Kitl, Torda ( Bogdán 74'), Karácsonyi – Szabó D. ( Czibolya 46'), Fellner ( Fék 58') Vezetőedző: Török László
- Újpest: Banai – Pauljevics, Risztevszki, Heris, Burekovics – Onovo, Szakály ( Bjarnason 74'), Nwobodo, Simon ( Koszta 61'), Sankovics – Feczesin ( Zsótér 74') Vezetőedző: Nebojsa Vignjevics

##### 7. forduló
| 2019. október 29. 18:30 7. forduló |

| FC Ajka                          | 2–5               | Újpest FC                                                                        |
| -------------------------------- | ----------------- | -------------------------------------------------------------------------------- |
| Nagy Mihály 31' Lengyel Béla 46' | (1–1) Jegyzőkönyv | Szakály Péter 41' Jonathan Heris 53' Feczesin Róbert 60' Aron Bjarnason 64', 75' |

| Városi Szabadidő- és Sportcentrum, Ajka Játékvezető: Csonka Bence |

- Ajka: Horváth – Lengyel, Kenderes ( Nagy I. 46'), Nagy M., Horváth, Nagy E. ( Szabó 68'), Heffler, Csizmadia, Nagy B., Görgényi, Soltész ( Oláh 74') Vezetőedző: Kis Károly
- Újpest: Pajovics – Balázs, Risztevszki, Heris, Burekovics – Nwobodo ( Csongvai 84'), Szakály, Onovo, Mészáros ( Koszta 46') – Bjarnason, Koszta ( Zsótér 46') Vezetőedző: Nebojsa Vignjevics

##### 8. forduló
| 2019. december 11. 12:00 8. forduló |

| Vác FC | 0–3               | Újpest FC                                              |
| ------ | ----------------- | ------------------------------------------------------ |
|        | (0–1) Jegyzőkönyv | Koszta Márk 6' Antonio Perošević 51' Csongvai Áron 63' |

| Balassagyarmati Kövi Pál Sportközpont, Balassagyarmat Játékvezető: Rúsz Márton |

- Újpest: Halasi – Pusztai ( Zámbó 46'), Kasza, Dulló, Szalánszki ( Szenes 67'), Bonivárt, Magos, Bartos, Szenecei, Lefler ( Márkus 46'), Sárosi
- Fehérvár: Pajovics – Balázs, Risztevszki, Litauszki, Burekovics ( Pauljevics 68') – Csongvai ( Nwobodo 76'), Szakály, Sankovics ( Onovo 68'), Koszta – Simon, Koszta Vezetőedző: Nebojsa Vignjevics

##### 9. forduló (odavágó)
| 2020. február 11. 19:30 9. forduló |

| Újpest FC | 0–0               | MOL Fehérvár FC |
| --------- | ----------------- | --------------- |
|           | (0–0) Jegyzőkönyv |                 |

| Szent Gellért Fórum, Szeged Nézőszám: 1551 Játékvezető: Karakó Ferenc |

- Újpest: Banai – Burekovics, Heris, Pauljevics, Litauszki – Nwobodo, Onovo, Calcan ( Perosevics 46') – Simon K. ( Csongvai 60'), Zsótér ( Szakály 81'), Novothny Vezetőedző: Nebojsa Vignjevics
- Fehérvár: Kovácsik – Fiola ( Stopira 63'), Hangya, Juhász R., Muszliu –  Milanov ( Houri 70'), Nyári, Pátkai – Petrjak ( Nikolics 56'), Futács Vezetőedző: Joan Carrillo

##### 9. forduló (visszavágó)
| 2020. február 19. 17:30 9. forduló |

| MOL Fehérvár FC    | 1–0               | Újpest FC |
| ------------------ | ----------------- | --------- |
| Viszar Muszliu 89' | (0–0) Jegyzőkönyv |           |

| MOL Aréna Sóstó, Székesfehérvár Nézőszám: 1794 Játékvezető: Vad II István |

- Fehérvár: Kovácsik – Stopira, Hangya, Tamás O., Muszliu –  Houri ( Funsho 68'), Kovács I., Pátkai, Elek – Petrjak ( Futács 90+5'), Nikolics ( Hodzics 75') Vezetőedző: Joan Carrillo
- Újpest: Pajovics – Burekovics, Heris, Litauszki, Balázs ( Pauljevics 46') – Nwobodo, Onovo, Szakály ( Calcan 62') – Simon K. ( Perosevics 86'), Zsótér, Novothny Vezetőedző: Nebojsa Vignjevics